# يوليوس دريسر
يوليوس دريسر (بالإنجليزية: Julius Dresser)‏ هو محرر ومؤلف وصحفي أمريكي، ولد في 12 فبراير 1838 في بورتلاند في الولايات المتحدة، وتوفي في 1893.

## وصلات خارجية
- يوليوس دريسر على موقع الموسوعة البريطانية (الإنجليزية)